# Chaves, Pará
Chaves là một đô thị thuộc bang Pará, Brasil. Đô thị này có diện tích 25384,78 km², dân số năm 2007 là 17313 người, mật độ 1,3 người/km².